# Pulverfabrik Düneberg

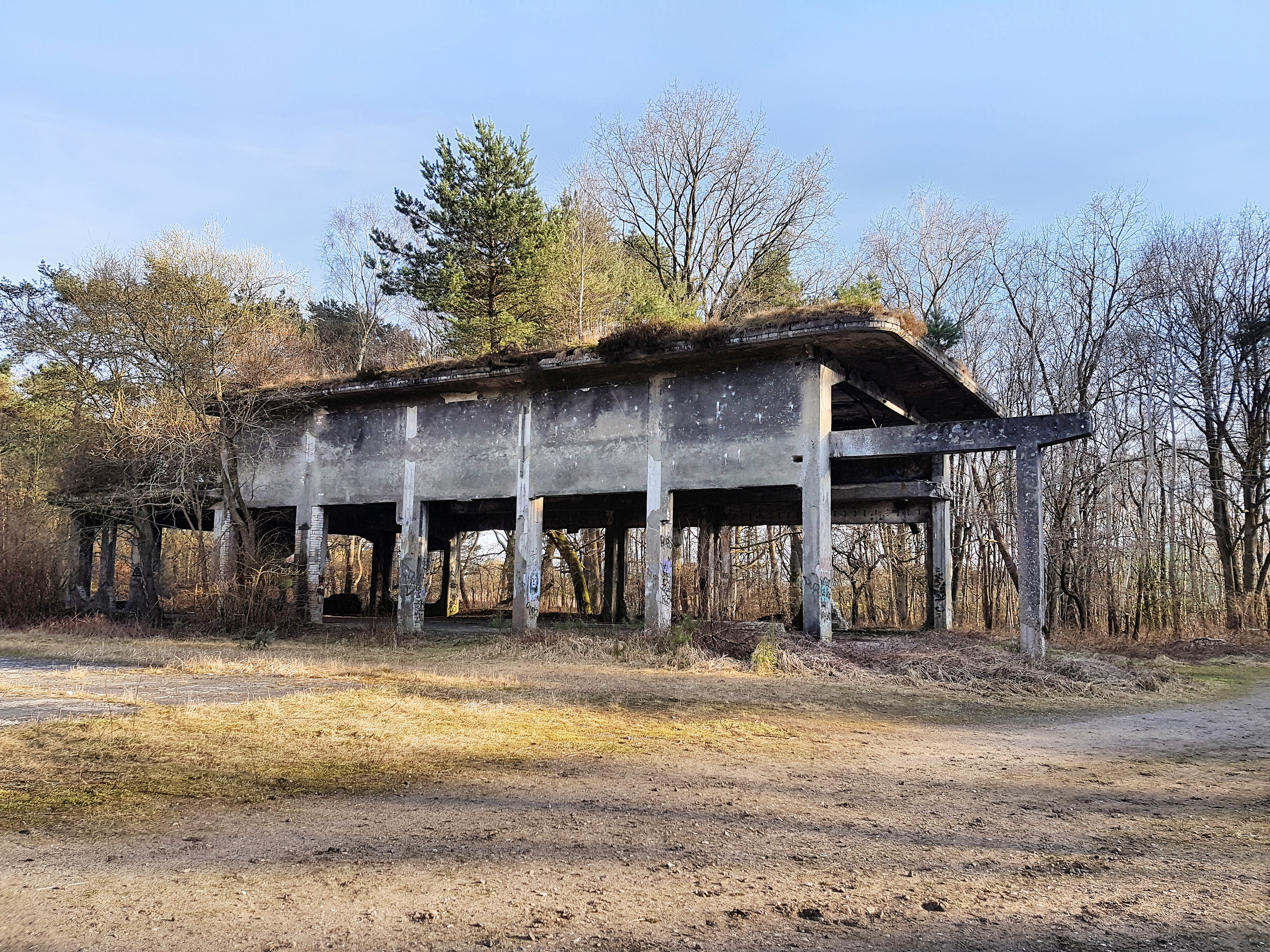
Werkstatt der Pulverfabrik Düneberg

In der Pulverfabrik Düneberg (Dynamit AG Düneberg) auf dem Gelände in den Besenhorster Sandbergen westlich von Geesthacht wurde von 1935 bis Anfang April 1945 Pulverrohmasse aus der Dynamitfabrik Krümmel zu Pulversorten verarbeitet und ballistisch geprüft. Während des Zweiten Weltkrieges wurden wie in Werk Krümmel neben den deutschen Arbeitskräften ausländische Freiwillige und Zwangsarbeiter eingesetzt.

## Geschichte

### Pulverfabrik
Am 24. Juli 1871 schenkte Kaiser Wilhelm I. die Besenhorster Sandberge, ein 20 Hektar großes hügeliges Dünengelände, Otto von Bismarck. Max Duttenhofer errichtete auf dem gepachteten Gelände 1876 eine Pulverfabrik. Im Jahr 1912 verkaufte Bismarck das Gelände an die aus der Pulverfabrik Rottweil hervorgegangene Vereinigte Köln-Rottweiler Pulverfabriken AG. Nach dem Ersten Weltkrieg stellte dieses Unternehmen (nun unter der Firma Köln-Rottweil AG) auf Friedensproduktion um. Das Werk wurde 1925 von der IG Farbenindustrie übernommen, die Belegschaft 1932 entlassen und das Gelände 1934 an die Gesellschaft zur Verwertung chemischer Erzeugnisse in Berlin verkauft.

### DAG Düneberg
Am 1. Januar 1935 übernahm die Dynamit AG aus Troisdorf das Werk und begann mit der Pulverfabrikation. Das Werk mit der Alten Fabrik wurde bis 1942 um die Betriebsteile Birke I, II, III und IV am Heuweg und den Betriebsteil Kringel hinter der Marschbahn erweitert. Der Betrieb wurde nach der Bombardierung vom 7. April 1945 eingestellt.
„Großen Wert legte man auf die Tarnung des Geländes, indem man die Dächer bepflanzte. Es gab umfangreiche Geheimhaltungsvorschriften und Sicherheitskontrollen.“

## Zustand des Geländes nach der Werksschließung
Nach dem Zweiten Weltkrieg wurden Produktions- und Lagergebäude gesprengt. Die Ruinen sind vom Kiefernwald der Besenhorster Sandberge und Elbsandwiesen überwuchert, aber teilweise noch sichtbar und begehbar. Anfang der 1970er Jahre entstand das Industrie- und Gewerbegebiet Düneberg. Von den damaligen Bauten existieren heute noch einige Wohngebäude sowie wenige Fabrikations- und Lagergebäude.

## Zeitzeugen zu Krümmel und Düneberg im Zweiten Weltkrieg
Von der Autorin Janine Ullrich wurden standardisierte Interviews mit Geesthachter und ausländischen Zeitzeugen geführt. Daraus leitete sie die Lebens- und Arbeitsbedingungen in den Werken Düneberg und Krümmel ab und schilderte sie in ihrem Buch.